# اتحاد المنظمات الأهلية في العالم الإسلامي
اتحاد المنظمات الأهلية في العالم الإسلامي (İDSB) هو منظمة دولية غير حكومية تأسست في 1 مايو 2005 بمدينة إسطنبول، تركيا، خلال "المؤتمر الدولي للمنظمات غير الحكومية في العالم الإسلامي: البحث عن رؤية جديدة في عالم متغير". شارك في هذا المؤتمر أكثر من 300 منظمة من 40 دولة. يهدف الاتحاد إلى تعزيز التعاون والتنسيق بين منظمات المجتمع المدني في الدول الإسلامية، وتبادل الخبرات والمعرفة لتحقيق تنمية مستدامة وتعزيز التضامن الإسلامي.

## التأسيس والتاريخ
خلال المؤتمر التأسيسي في مايو 2005، تم الاتفاق على إنشاء الاتحاد واعتماد نظامه الأساسي. أُنتخب نجمي صادق أوغلو أول أمين عام للاتحاد، واختيرت إسطنبول مقر دائم له. في ديسمبر 2005، استكمل الاتحاد إجراءات تأسيسه الرسمية بموجب مرسوم من مجلس الوزراء التركي. في عام 2012، أُنتخب علي كورت أمين عام للاتحاد، وأعيد انتخابه في 2015 للفترة حتى 2018.

## الأهداف والمهام
يهدف الاتحاد إلى تعزيز التعاون والتنسيق بين المنظمات غير الحكومية في العالم الإسلامي، مما يسهم في توحيد الجهود لتحقيق التنمية المستدامة. كما يسعى إلى تبادل المعرفة والخبرات لرفع كفاءة المؤسسات الأهلية وتنمية قدراتها بما يتماشى مع الأهداف المشتركة.
في إطار جهوده لتعزيز السلام والاستقرار، يدعم الاتحاد المبادرات التنموية التي تسهم في تحسين الأوضاع الاجتماعية والاقتصادية. كما يولي اهتمامًا خاصًا بحماية حقوق الأفراد والمجتمعات، إلى جانب تعزيز الحريات الأساسية لضمان العدالة والمساواة.
وفي سياق ثقافي، يعمل الاتحاد على عرض الثقافة والقيم الإسلامية، مع التركيز على تعزيز الفهم المتبادل بين الشعوب، مما يسهم في بناء جسور التواصل والتعاون بين مختلف الثقافات والمجتمعات.

## الهيكل التنظيمي
يتكون الاتحاد من عدة هيئات رئيسية:
- الجمعية العمومية: تضم ممثلي المنظمات الأعضاء، وتعقد اجتماعات دورية لمناقشة سياسات واستراتيجيات الاتحاد.
- المجلس: يتم انتخابه من قبل الجمعية العمومية، ويشرف على تنفيذ قراراتها.
- هيئة الرقابة: تراقب أنشطة الاتحاد لضمان الشفافية والمساءلة.
- الأمانة العامة: تتولى تنفيذ الأنشطة اليومية والتنسيق بين الأعضاء.

## العضوية
يضم الاتحاد حاليًا 340 عضوًا من 65 دولة. تتوزع العضوية بين أعضاء مؤسسين وأعضاء تم قبولهم لاحقًا وأعضاء مراقبين. يقبل الأعضاء بناءً على توافق أهدافهم مع رؤية ورسالة الاتحاد.

## الأنشطة والمشاريع
ينظم الاتحاد مجموعة متنوعة من الأنشطة، بما في ذلك:
- المؤتمرات والندوات: لمناقشة قضايا تهم العالم الإسلامي وتعزيز التعاون بين المنظمات الأهلية.
- برامج التدريب وبناء القدرات: لتطوير مهارات العاملين في المنظمات الأعضاء.
- المشاريع المشتركة: في مجالات الإغاثة، التعليم، الصحة، والتنمية المستدامة.
- حملات التوعية: للتعريف بالقضايا الملحة والتحديات التي تواجه المجتمعات الإسلامية.

## الشراكات والتعاون
يعمل الاتحاد على بناء شراكات مع منظمات دولية وإقليمية مثل هيئة الإغاثة الإنسانية الدولية لتعزيز تأثيره وتحقيق أهدافه. كما يسعى للتعاون مع الحكومات والمؤسسات الأكاديمية والقطاع الخاص لدعم مشاريعه ومبادراته.